# Nealtican (kommun)
Nealtican är en kommun i Mexiko.   Den ligger i delstaten Puebla, i den sydöstra delen av landet, 80 km sydost om huvudstaden Mexico City.
Följande samhällen finns i Nealtican:
- Nealtican
- Xaltepec
- Tetimpa